# Aphanopleura
Aphanopleura là chi thực vật có hoa trong họ Apiaceae.